# Heng (cyrillique)
 (octobre 2021).
Si vous disposez d'ouvrages ou d'articles de référence ou si vous connaissez des sites web de qualité traitant du thème abordé ici, merci de compléter l'article en donnant les références utiles à sa vérifiabilité et en les liant à la section « Notes et références ».
Ne doit pas être confondu avec la lettre latine heng ‹ Ꜧ ꜧ ›.
Pour les articles homonymes, voir Heng.
Heng  (minuscule:  ou ) est une lettre de l'alphabet cyrillique anciennement utilisée en kabarde.

## Utilisation
Anders Johan Sjögren utilise le heng dans l’alphabet cyrillique ossète dans sa grammaire publiée en 1844, lettre dérivée du ha ‹ 𐌷 › de l’alphabet gotique.

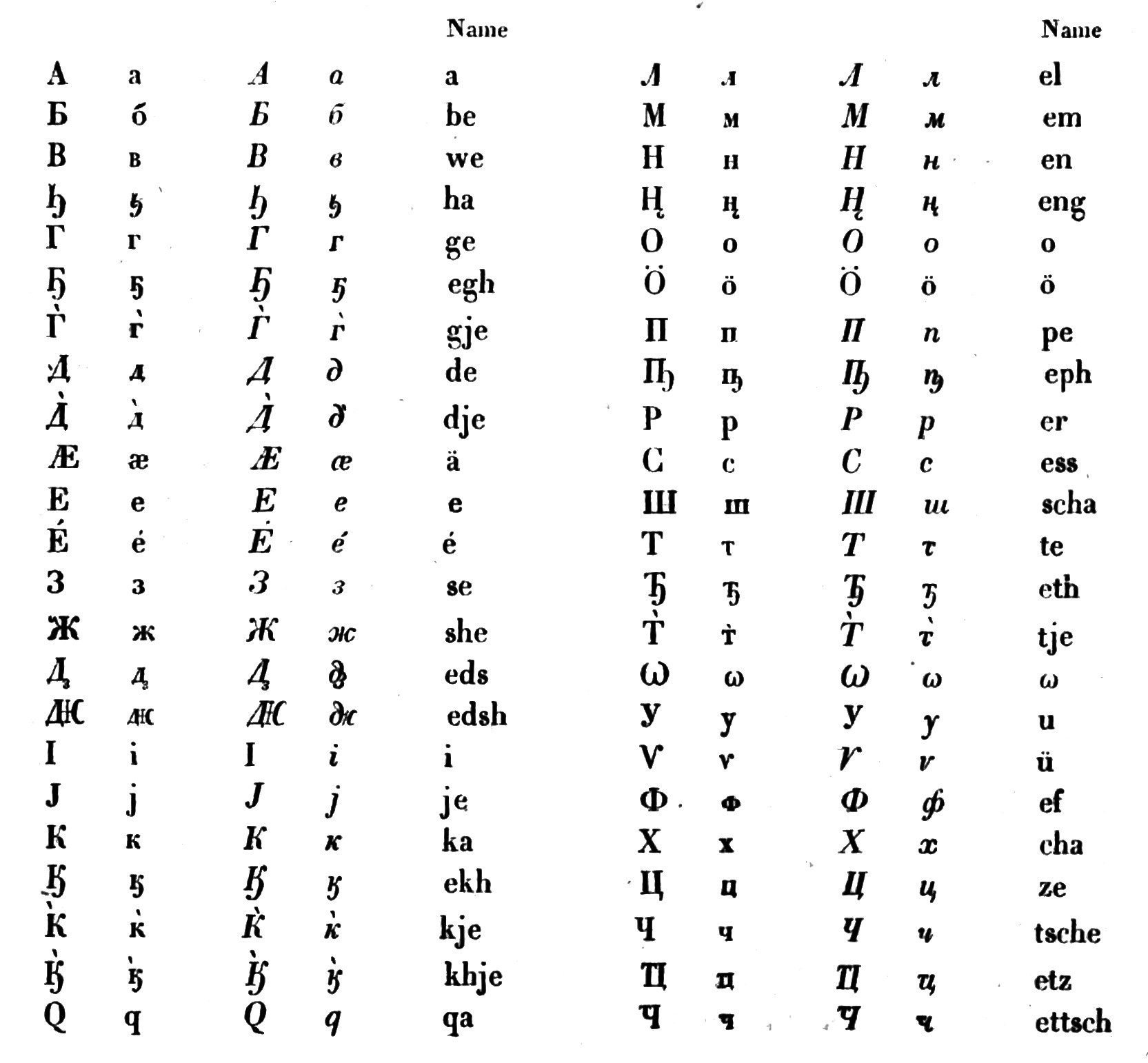
Alphabet ossète de Sjögren 1844.
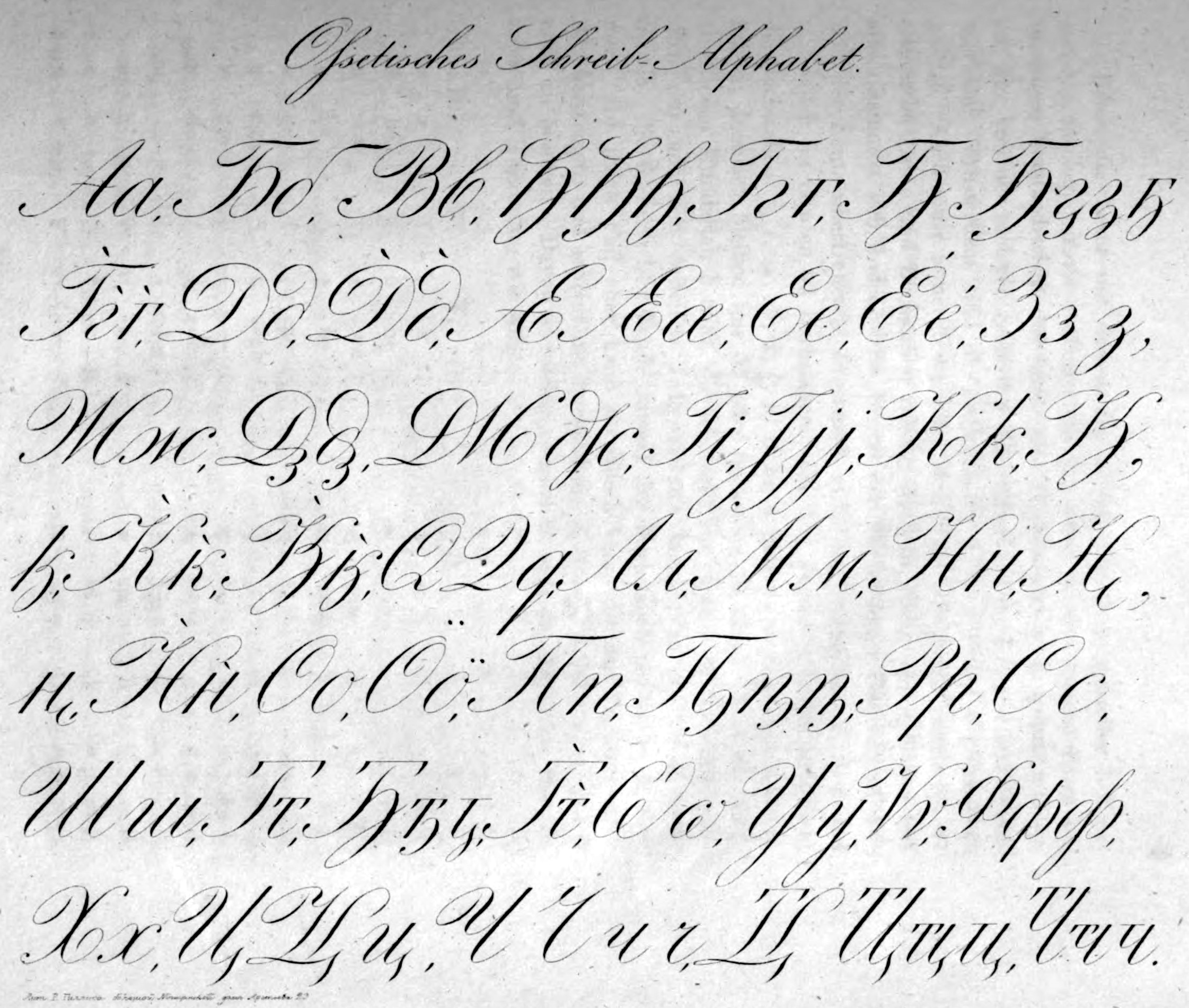
Alphabet ossète de Sjögren 1844 en écriture cursive.

En turcologie, Vassili Radloff utilise le heng ‹   › dans l’alphabet mixte (mélangeant des lettres latines et cyrilliques) de son dictionnaire des dialectes de langues turques en quatre volumes publié de 1893 à 1911.

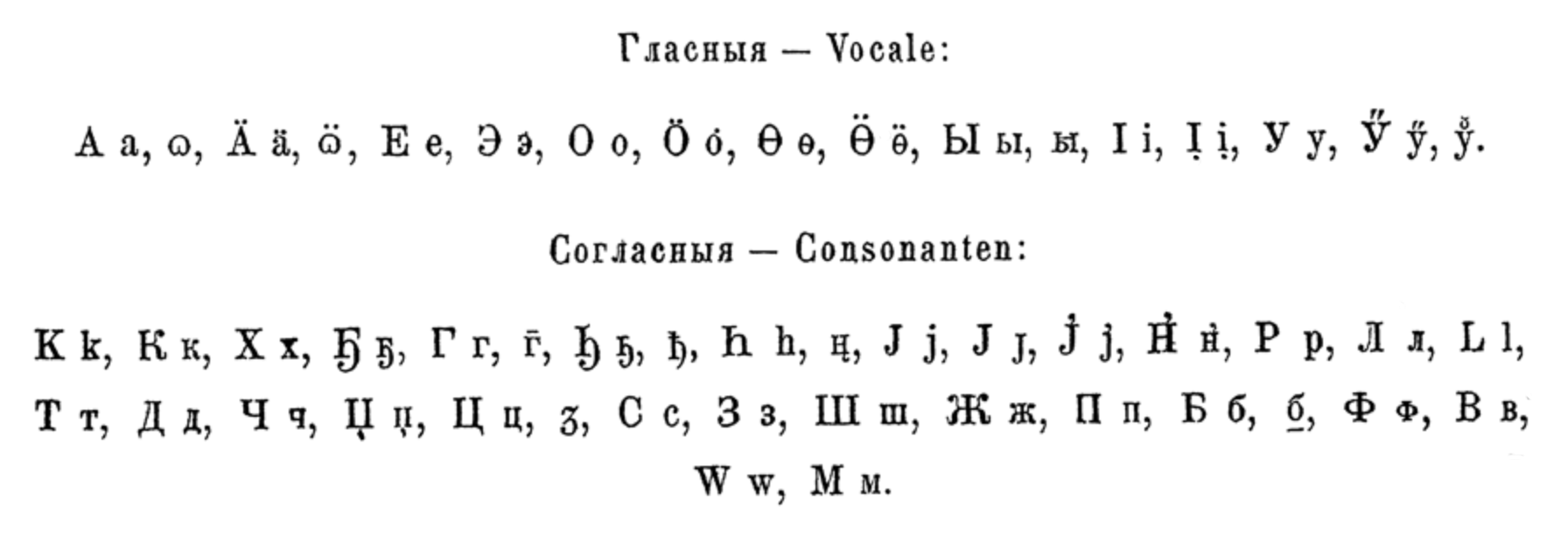
Alphabet dans Radloff 1893.

Le heng a été utilisé en kabarde dans l’alphabet de Kazi Atujakin (ru) de 1865, l’alphabet de  Lev Lopatinsky (ru) de 1890, et dans l’alphabet de Pago Tambiev (ru) de 1906.

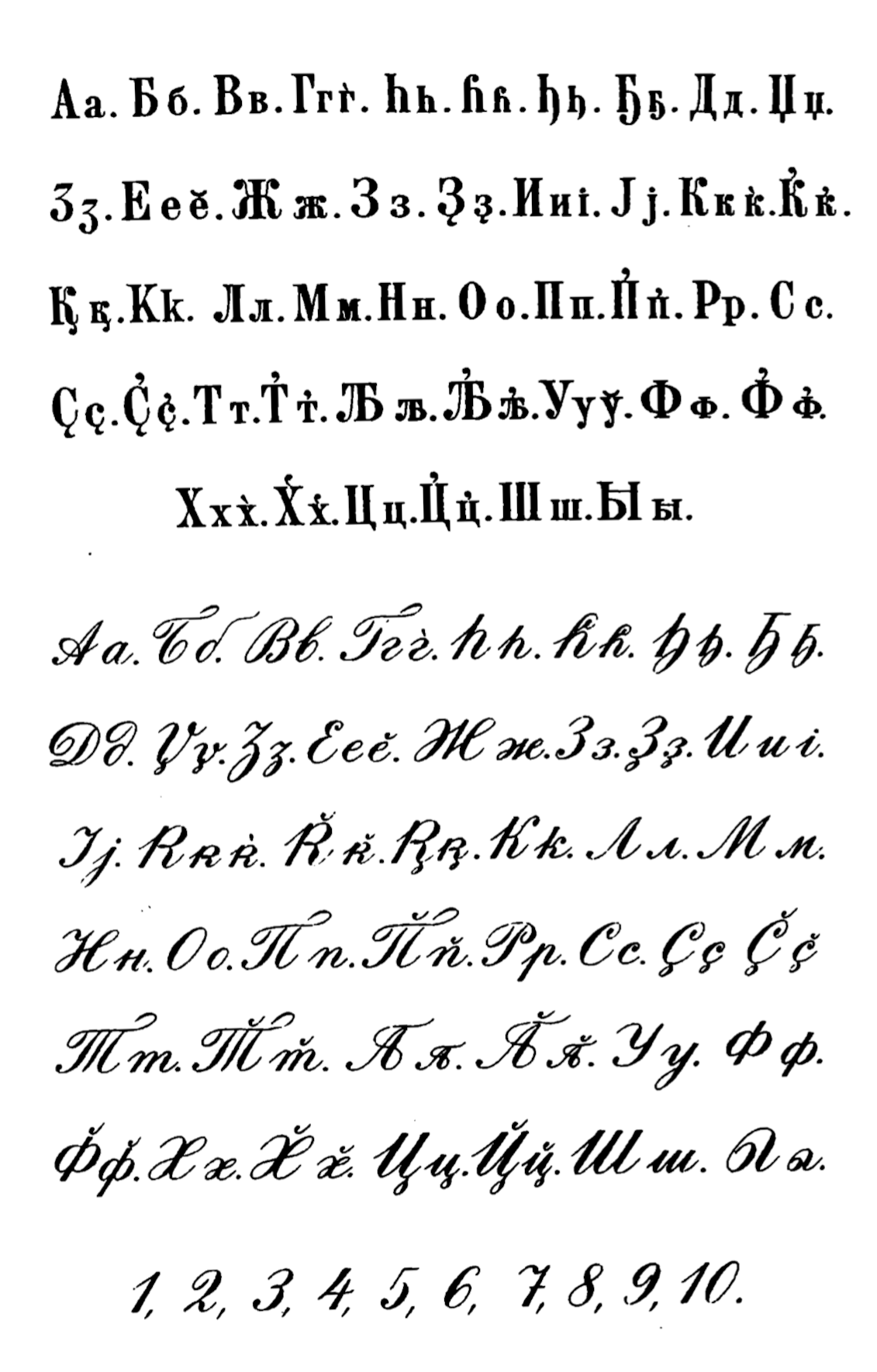
Alphabet kabarde avec le heng dans Tambiev 1906.

Un heng est utilisé dans l’Alphabet linguistique russe de 1911 de Lev Chtcherba.

## Représentation informatique
Cette lettre n’a pas de représentations Unicode.
| formes    | représentations | chaînes de caractères | points de code | descriptions                     |
| --------- | --------------- | --------------------- | -------------- | -------------------------------- |
| majuscule |                 | —                     | —              | lettre majuscule cyrillique heng |
| minuscule |                 | —                     | —              | lettre minuscule cyrillique heng |

## Sources
- [Atajukinym 1865] (ru) Кази Атажукиным, Кабардинская азбука, Тифлис, Военно-Походной типографии Главного Штаба Кавказской Армии,‎ 1865 (lire en ligne)
- [Lopatinsky 1890] (ru) Лев Григорьевич Лопатинский, Русско-кабардинский словарь с указателем и краткой грамматикой, Тифлис,‎ 1890 (présentation en ligne, lire en ligne)
- (ru + de) W. Radloff, Опыт словаря тюркских наречий = Versuch eines Wörterbuches der Türk-Dialecte, vol. 1-4, Saint-Petersbourg, Императорской Академии Наук,‎ 1893-1911 (présentation en ligne, lire en ligne)
- (de) Andreas Sjögren, Ирон ӕвзагахур, das ist, Ossetische Sprachlehre, nebst kurzem Ossetisch-Deutschen und Deutsch-Ossetischen Wörterbuche, St. Petersburg,‎ 1844 (lire en ligne)
- [Tambiev 1906] (ru) Паго Измаилович Тамбиев, Кабардинская азбука, Тифлис, Типография Канцелярии Наместника Его Императорского Величества на Кавказе,‎ 1906